# Dubnovellauno
Dubnovellauno, o Dumnovellauno, è uno o forse più re della Britannia sud-orientale a cavallo tra il tardo I secolo a.C. e gli inizi del I secolo d.C., conosciuto grazie alle leggende, alle monete e a una menzione nelle Res gestae divi Augusti dell'imperatore Augusto.

## Notizie storiche
Dallo studio delle monete sembra che un sovrano di nome Dubnovellauno abbia effettivamente regnato sul Kent, nella parte ad est del fiume Medway. Fu il primo sovrano dei Cantiaci a far coniare monete, alcune delle quali sembrano databili tra il 40 e il 30 a.C. A lui, sul finire del I secolo a.C., sarebbe succeduto un re di nome Vodenos o Vosenios, ma non è escluso che i regni dei due sovrani siano stati contemporanei o coincidenti.
Un re chiamato Dubnovellauno salì inoltre sul trono dei Trinovanti, dopo la morte del padre Addedomaro, tra il 10 e il 5 a.C. circa e regnò per molti anni prima di essere soppiantato da Cunobelino dei Catuvellauni.
Nelle Res Gestae Divi Augusti un sovrano britannico di nome Dumnovellauno è menzionato come supplice insieme a Tincomaro degli Atrebati presso l'imperatore Augusto (7 d.C. circa).
Un altro Dumnovellauno compare sulle monete dei Coritani (databili al 45 d.C. circa) probabilmente come sottoposto del re Volisios.
Vista la cronologia è possibile, ma non certo, che il Dubnovellauno dei Cantiaci possa essere identificato con il Dubnovellauno dei Trinovanti e forse anche con quello che si presentò ad Augusto.